# Georges Janin (maître verrier)
Pour les articles homonymes, voir Janin.
Georges Janin, est né le 24 janvier 1884 à Woippy (Moselle) et mort le 7 juillet 1955 à Nancy, (Meurthe-et-Moselle) , est un maître verrier français.

## Biographie

### Enfance et formation
Georges Janin naît à Woippy le 24 janvier 1884. Son père Joseph Janin, maître verrier, a été formé par Laurent-Charles Maréchal. Sa mère, Gabrielle Caroline Marie Fournier, est couturière. Après la défaite de 1870, Joseph Janin quitte la Moselle annexée pour continuer son apprentissage dans le nord de la France (Lille et Arras). Après la naissance de Georges, la famille s'installe à Nancy et Joseph Janin entre dans l'atelier du peintre Victor Höner de l'avenue de Strasbourg. À la mort de celui-ci en 1897, il hérite de son activité .
Georges entre à l'école des Beaux-Arts de Nancy le 3 novembre 1897. Il suivra entre autres les cours de composition décorative de Jacques Gruber, enseignant depuis 1893. Bon élève, le jeune Georges obtient quelques récompenses et est plusieurs fois sélectionné pour participer au concours général de composition décorative organisé par la Société d'encouragement à l'art et à l'industrie. Il sort diplômé en 1905 et travaille d'abord dans l’atelier de son père. Celui-ci côtoie les artistes de l'Ecole de Nancy notamment lors de sa participation à la décoration de la villa Bergeret et la création de vitraux pour le jardin d'hiver. Georges peaufine ses techniques aux côtés de son père et de ses collaborateurs et devient membre de l’École de Nancy.

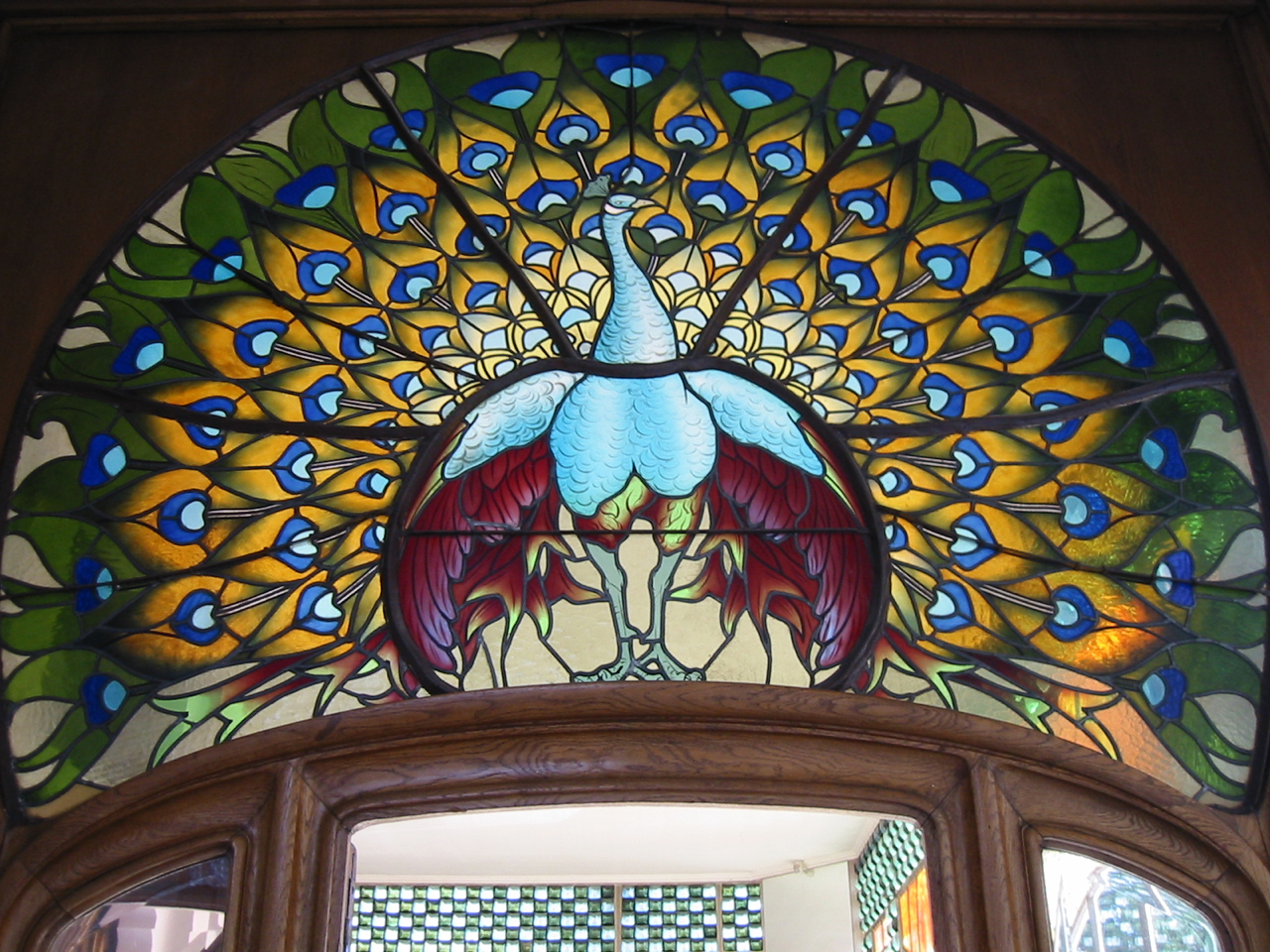
Le paon (1905), jardin d'hiver de la Villa Bergeret

### Exposition internationale de l'Est et premier atelier
Georges Janin bénéficie de l'Exposition internationale de l'Est de la France en 1909 à Nancy pour se faire connaître. Exposant dans le palais de l’ameublement et de la source thermale, il obtient la reconnaissance de ses pairs avec une médaille d'or. Il reprend la même année l'atelier Eugène Belin & fils au 42 rue Jeanne d'Arc et cherche à recruter des monteurs et apprentis. En 1912, il retourne dans l'atelier de ses débuts (rue Lionnois) et s'associe à Joseph Benoît qui avait repris l'activité de son père à la mort de celui-ci en 1910. Leur collaboration perdure jusqu'à la fin de la Première Guerre mondiale. On retiendra par exemple leurs créations pour la restauration des vitraux de la basilique Saint-Epvre  lors d'un bombardement par zeppelin le 26 décembre 1914.

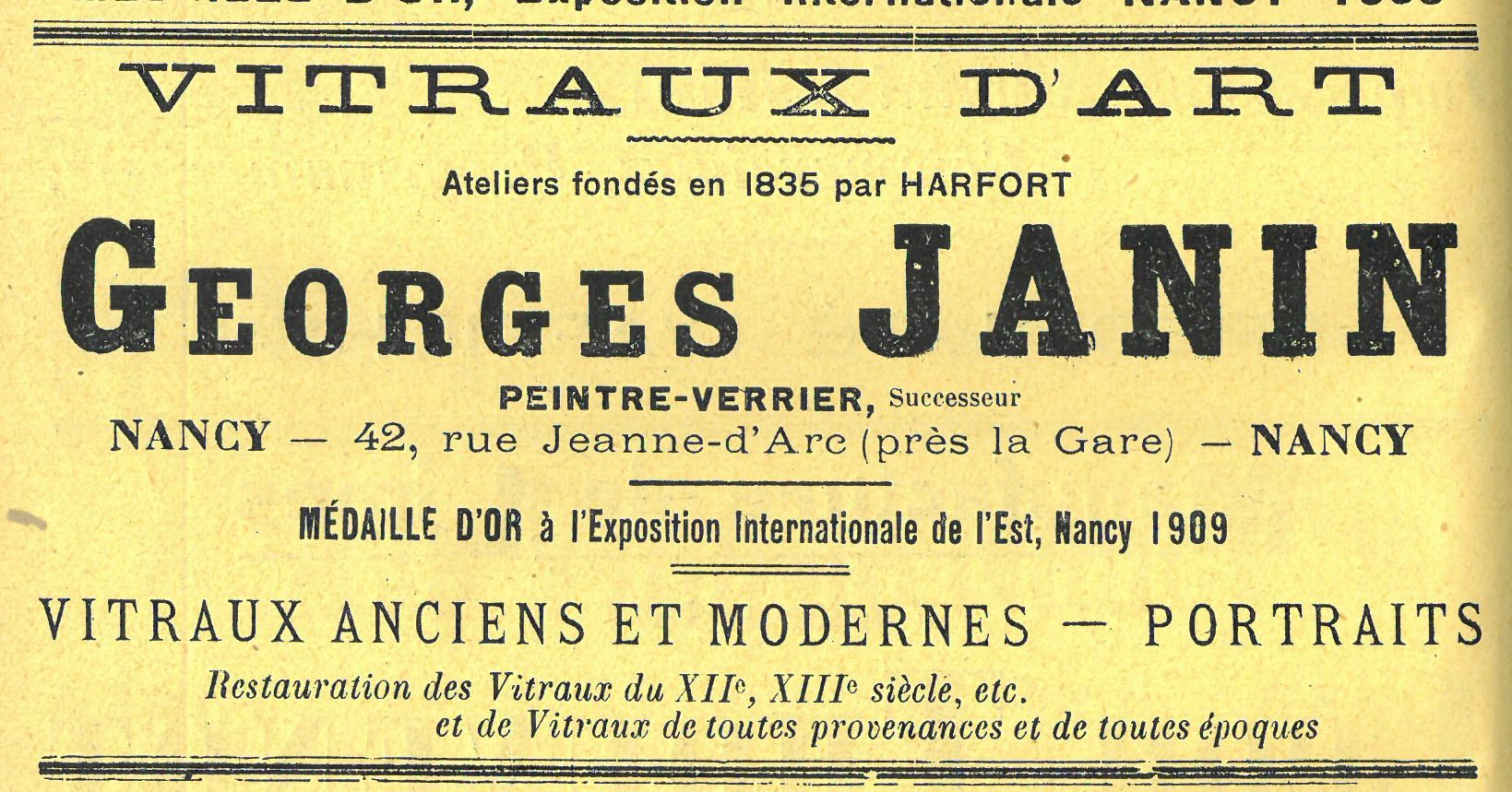
Réclame 1910

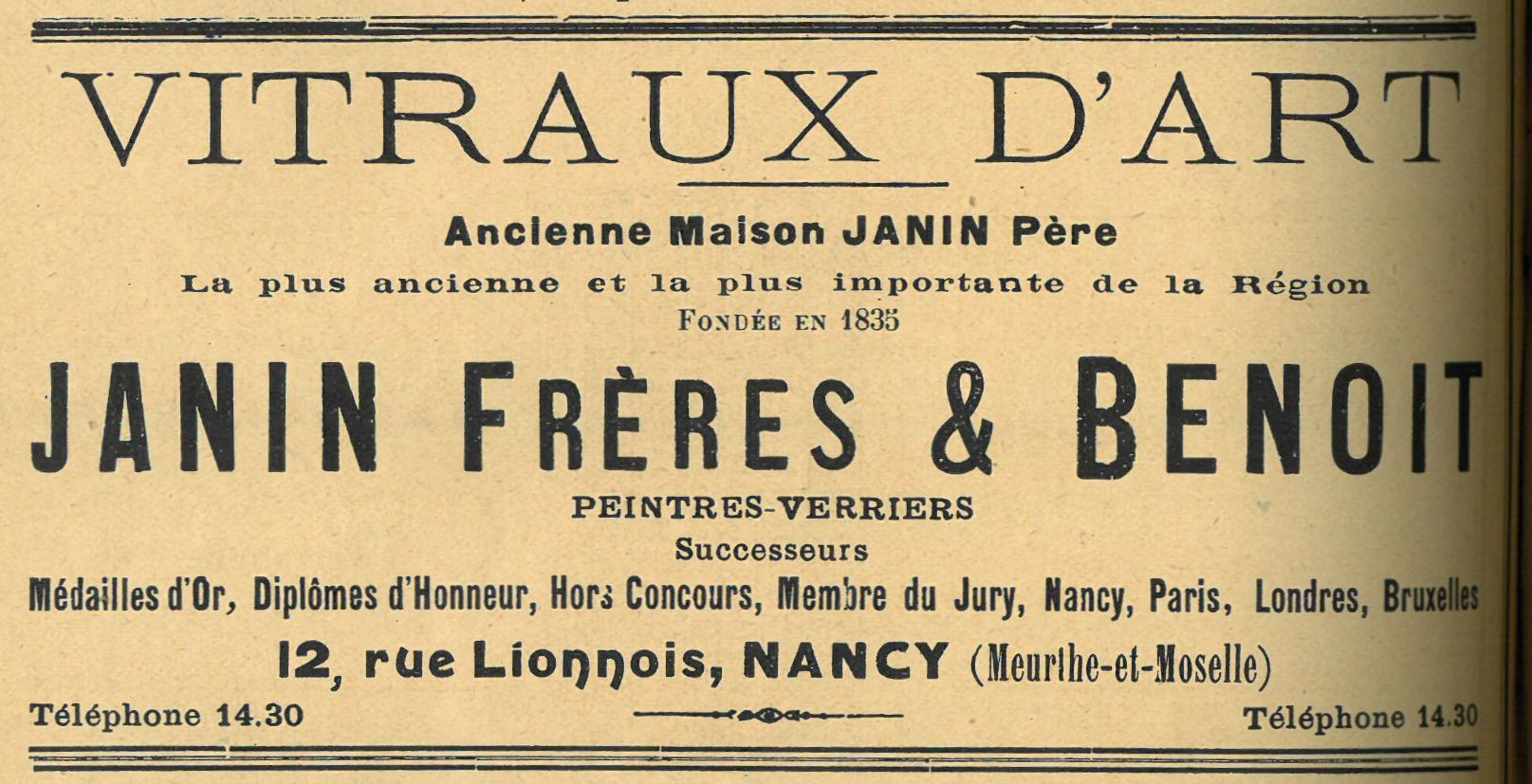
Réclame 1912

### Vie personnelle
Georges Janin se marie à Cécile Bettinger en 1906 et le couple a un seul enfant, Josette Janin, née le 31 mars 1912. Il meurt à Nancy le 7 juillet 1955.

## Œuvres
Parmi les vitraux réalisés par Georges Janin,:
Édifices religieux : 
- Restauration des vitraux de la basilique Saint-Epvre détruits lors d'un bombardement par Zeppelin le 26 décembre 1914 (1922) ;
- Restauration des vitraux de l'église de Mars-la-Tour détruits durant la Grande Guerre (1926) ;
- Présentation de la Vierge au temple, chapelle du Rosaire à l'église Notre-Dame de Bar-le-Duc (1936) ;
- Vitraux de l'église Saint-Martin d'Hayange ;
- Vitraux de l'église Sainte-Jeanne-d'Arc à Lunéville (1912)
- Vitraux de la chapelle des Oblats, 33 avenue du Général-Leclerc à Nancy ;
- Vitraux de l'église Saint-Pierre de Montourtier (1936) ;
- Vitraux de l'église paroissiale Saint-Urbain à Haudiomont (1928) ;
- Vitraux de l'église paroissiale de L'Assomption-de la-Vierge à Ronvaux (1928) ;
- Vitraux de l'église paroissiale de L'Assomption-de la-Vierge à Watronville (1929) ;
- Vitraux de l'église paroissiale de L'Assomption-de la-Vierge à Pintheville (1930) ;
- Vitraux de l'église paroissiale de L'Assomption-de la-Vierge à Manheulles (1929-1931) ;
- Vitraux de l'ancienne chapelle conventuelle du Sacré-Cœur des sœurs de la Doctrine chrétienne à Nancy (années 1920) ;

Édifices publics et propriétés privées : 
- Le dieu Pan attirant les colombes, plafond de l'ancienne salle de musique Jacquot, rue Gambetta [14] à Nancy (1923) ;
- Vitrail de Saint-Arnould, Palais de la bière, Nancy, 1926[15] ;
- Vitrail d'une maison située 20 rue Maréchal-Foch à Vézelise ;
- Verrière dans une maison située 24 rue Félix-Faure à Nancy ;
- Vitraux de la villa Bonnabel, avenue du Général-Leclerc à Nancy (1928-1931) ;
- Vitraux du lycée technologique régional Dhuoda à NÎmes (1933) ;
- Christ en croix pour une verrière d'une maison rue Vayringe à Nancy (1900) ;

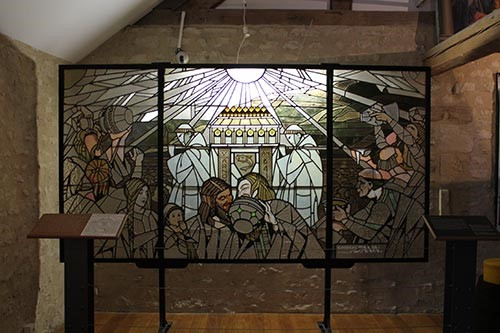
Vitrail de Saint-Arnould, réalisé en 1926 pour le palais de la bière à Nancy.